# Franz von Lenbach
Franz von Lenbach (Schrobenhausen, 13 de dezembro de 1836 — Munique, 6 de maio de 1904) foi um pintor alemão.